# ウィザードリィ エンパイア 古の王女
『ウィザードリィ エンパイア 古の王女』（ウィザードリィ エンパイア いにしえのおうじょ、Wizardry EMPIRE Princess of the ancient）は、2000年12月28日にスターフィッシュより発売されたコンピュータRPG。ウィザードリィシリーズの派生作品。2001年12月6日にはGood Price版（廉価版）も発売された。また、2001年1月15日にはPCへの移植版も発売されている。
同シリーズの先発作品としてゲームボーイカラー版『エンパイア』『エンパイア 復活の杖』が存在するが、本項ではプレイステーション版についてのみ記す。また、前記のゲームボーイカラー版と類似した名称であるが本作は移植作品や続編ではない。

## ストーリー
古の帝国「カシナート」。この国に突如として魔道と呼ばれる異界へと繋がる入り口が現われた。皇帝は相当の兵力を以て魔道の封鎖にあたるが成果はなく、兵士に代わって魔道を攻略し封印する冒険者を求める布令を発効したのだった。魔道の探索を進めるうちに、冒険者たちは恐るべき真実にたどり着いてしまう。それは魔道を開いたのが他ならぬ皇帝本人であり、世界に覇を唱えるという自らの野心のために悪魔と契約を結んでいた事。その代償として、魔物たちの襲来から城内に避難させていた国民を次々に悪魔への生贄として捧げていた事。勇気ある冒険者たちが魔道の最深層で諸悪の根源を打倒したその頃、地上では皇帝の非道が明らかになり、民衆が蜂起して王城へと押し寄せ、全ての罪を償うため民衆の目前で王女は自らの命を絶つ。その後、帝国は自治都市として生まれ変わった。残された人々の想いは、新たな都市の名だけが知っている。

## システム
基本は第5作以前のウィザードリィや外伝シリーズを踏襲しつつも、キャラクタの種族や性格の組み合わせによりパーティ全員の能力値に補正がかかる、パロディ要素に富んだアイテム群、呪文無効化の要素がなくなり、弱点属性を突くことで呪文の影響が大きく変動する、ゲーム中の様々な記録（全フロア踏破、全アイテム収集など）を達成する事によって「称号」が入手できるなど、様々な部分で独自色を強く押し出した作品である。
本作は第6作以降の後期ウィザードリィの版権を用いて作成されているため、呪文名に関しては第5作以前のものが使用できず、代わりにそれらの呪文名に類似した独自の名称が割り振られた。まったく新しい種族として強力な能力値を持つ魔人などが追加され、職業にも人間のみが就ける戦士系最上級職ベルセルク（狂戦士）、魔人のみが就けるウィザードリィ（全能者）が用意されている。
ストーリー面に関してはウィザードリィ第1作「狂王の試練場」の過去という設定で、「ニルダ」「カシナート」「ミルダール」といった公式ナンバリング作品で用いられているキーワードも散見されるが、先述した通り本作はウィザードリィ第6作以降の版権を用いて制作された作品であり、公式な設定かどうかは定かではない。

## 街の施設
マルシェの酒場
ミステリアスな妙齢の美女・マルシェと看板娘のハーフエルフ・ルルンが切り盛りする冒険者の集う酒場。ここでパーティを組むことが出来る他、店主のマルシェにアイテムを貢ぐことにより別のアイテムに交換してもらう事ができる(高ランクのアイテムほど交換できる確率は下がる)。マルシェには「冒険王ギルガメッシュ」と呼ばれる恋人がいる。あるイベント終了後、アイテム交換はルルンに交代する。
ボルネーゼ商店
カシナート城下唯一の冒険者向けの商店。店主のボルネーゼは不在であり、代わりに見習いのタックが店主を代行している。あるイベント終了後、店名を「タック＆ボル店」と改名する。
帝国ホテル
高級ホテルながら、魔道の影響で集まってきた冒険者の宿泊施設として開放されている。しかし冒険者に対するサービスは最低。店主のハイマンもあからさまに見下した態度で応対する。
モルログ寺院
帝国の正教とは異なる邪教の寺院。金銭さえ払えば状態異常および死・灰からの復活の儀式、また魔道内に取り残された死体の回収を行ってくれる。主席司教のカントは王城に呼び出されて以降行方不明になっているので、応対は「修道士」が行う。あるイベント終了後はカント主教が復帰している。
王城
モンスター図鑑や取得したアイテム、称号の確認ができる。行方知れずの皇帝に代わり、王女のリルガが謁見に当たる。あるイベント終了後はリルガに代わり第二王女のニルダが応対する。また城のグラフィックが明るい風景に変わる。
訓練場
冒険者の登録が行える。称号10個獲得で「狂戦士」、20個獲得で「全能者」の登録が可能になる。管理者は帝国一熱い男・ターキー。ターキーはファウストを師と仰いでいる。
町外れ
魔道への入り口。行けるダンジョンは「カシナート近郊」、「ミルダール城」、「神々の神殿」の3つ。あるイベント終了後は風景がやや明るい感じのグラフィックに変更される。

## その他
- PS版ではマルシェの酒場に入ってパーティを組んだ後に操作を行わずそのまま放置しておくと、約10分後キャラクターの顔アイコンが移動しスクリーンセーバーとして機能する。またパーティに盗賊・弓使い・忍者・くの一を入れた状態でさらに放置すると効果音が鳴り、その際に盗賊等のキャラクターの所持金が1G(稀に1000G)増える。Windows版でも同様にこの現象が起きる。
- 「カシナート近郊」の下層には「ル’レイブレス」と名乗る巨龍がいる。「#3 リルガミンの遺産」に登場する「エル’ケブレス（ル’ケブレス）」とは違い「ル’レイブレス」は特定の条件を満たすことによって戦闘を行い倒すことが可能となっているが、このゲーム内では他のモンスターと一線を画す異質の強さを誇る。
- 「古の王女」「王女の遺産」の開発は後にエクスシリーズを手がけるマイケルソフトが担当していた。この2シリーズの間では呪文名が共通している。

## 関連商品
- ウィザードリィエンパイア 〜古の王女〜 公式ガイド
  - NTT出版 2000年12月28日発売　1300円（税別）